# Karl Brönnle
Karl Wilhelm Brönnle (* 4. Januar 1879 in Reichenbach an der Fils; † 29. Mai 1952 in Stuttgart) war ein deutscher Politiker (KPD). Er war Mitglied des Landtags des freien Volksstaates Württemberg.

## Leben
Brönnle, Sohn eines Eisenbahnexpedienten, trat nach dem Besuch der Oberschule ebenfalls in den Eisenbahndienst. Er war als Eisenbahninspektor, aber auch als Schriftsteller tätig. 
1904 trat Brönnle der SPD, 1917 der USPD bei und kam 1920 mit der linken USPD-Mehrheit zur KPD. Er arbeitete als Literatur- und Theaterkritiker für verschiedene Parteizeitungen. Von 1924 bis 1928 vertrat er die KPD im Württembergischen Landtag.
Brönnle hatte zwar keinen großen Einfluss im Parteiapparat, wurde aber von der Parteiführung geschätzt, weil er als Fachmann für Kulturfragen galt und gute Verbindungen zu bürgerlichen Kreisen besaß. 1928 lobte die Zeitschrift des Württembergischen Beamtenbundes Brönnle, „der seither jederzeit für die Beamtenschaft tätig gewesen“ sei, und bedauerte, dass er von der KPD nicht mehr aufgestellt worden war. Brönnle gehörte dem rechten Flügel der KPD an. 1929 verließ er die KPD, um sich der KPO anzuschließen. Nach diesem Übertritt trat er aber politisch nicht mehr in Erscheinung. 
Bis zu seiner Pensionierung im Jahre 1945 war er bei der Bahn beschäftigt. Auch nach 1945 betätigte sich Brönnle nicht mehr politisch.